# 埴科古墳群
埴科古墳群（はにしなこふんぐん）は、長野県千曲市にある古墳群。4つの前方後円墳の総称で、4基は一括して国の史跡に指定されている。
森将軍塚古墳と有明山将軍塚古墳は、麓にある森将軍塚古墳館と長野県立歴史館を合わせて「科野の里歴史公園」として整備されている。
森将軍塚古墳は昭和46年（1971年）に国の史跡に指定され、有明山将軍塚古墳、倉科将軍塚古墳、土口将軍塚古墳は平成19年（2007年）2月6日付けで追加指定された。これら史跡に指定された4基以外にも、周辺には斎場山（妻女山）古墳・坂山古墳・堂平古墳群・笹崎山古墳・北山古墳など数多くの古墳が残されている。これらの古墳群は4世紀末 - 6世紀初頭の築造と推定されている。

## 一覧

### 森将軍塚古墳

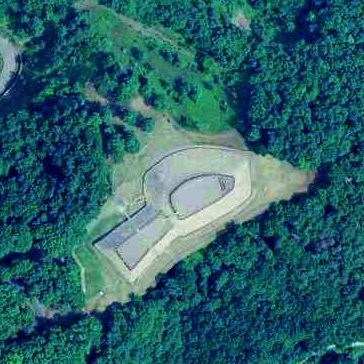
森将軍塚古墳の空中写真。

長野県千曲市（旧更埴市）大字森字大穴山に所在する本古墳は、長野県で最大となる全長100メートルに及ぶ前方後円墳である。曲がった尾根上に築造されたことによって左右対称ではなく、後円部が楕円形に近い。墳丘は葺石で覆われ、三重の埴輪列のほか、墳頂には形象埴輪が配されていた。規模は以下の通り。
- 墳丘長：約100メートル
- 前方部
  - 長さ：約40メートル
  - 幅：約30メートル
  - 高さ：約4メートル
- 後円部
  - 直径：約45メートル
  - 高さ：約4メートル

長野県における前方後円墳としては最初期にあたる古墳時代前期（4世紀末）に造られ、信濃国の前身・科野（しなの）の首長の墳墓と目される。平野部から130 - 140メートルの高さにある狭隘で急斜面の有明山尾根上にあるため、後円部は楕円のようになり、前方部と後円部では中軸線が20度ばかり違っている。
後円部頂の中央に長さ15.0メートル、幅9.3メートル、深さ2.8メートルの穴が掘られ、その内部に「墓壙」と呼ばれる二重の石垣で囲まれた長さ7.6メートル、幅2メートル、高さ2.3メートルの竪穴式石室（石槨）が築かれている。この石室は東日本最大級の大きさを誇っており、森将軍塚古墳館で原寸大の模型が展示されている。
副葬品のほとんどは過去の乱掘により散逸していたが、辛うじて残されていた三角縁神獣鏡片は、ヤマト王権との繋がりを示す重要な資料とされる。他にも近畿地方の影響と思われる土器類（円筒埴輪・壺形埴輪・朝顔形埴輪・異形埴輪-家形埴輪か？）、刀・剣や切先の尖った槍か剣のようなもの、鉄鏃、細工のための小刀、農業に使う鎌、翡翠で造った高級な勾玉、碧玉の管玉などが検出されている。身分を示す鏡・玉と武器や生産用具を表すと考えられている剣の三つがそろったのは珍しい例である。
また、一部に前方後方墳とする説もあるが、発掘された埴輪の形から古式の前方後円墳と見なされている。
周辺からは、13基の円墳（5 - 7世紀後半）を始め、古墳の裾に沿って埴輪棺や組合式石棺や埴輪円筒棺などの小形埋葬施設が100基近く検出されており（他にもあったと考えられるが、後世の採石などで消失）そのなかには6世紀代のものもあり2世紀の間追葬が行われていたと考えられる。この周辺は森将軍塚古墳に関係する一族などの代々の墓所（奥都城）と考えられている。
昭和46年（1971年）に国の史跡に指定され、昭和56年（1981年）から平成4年（1992年）までの11年をかけて築造当時の姿に復元された（当時は更埴市）。一般に公開され小学校の教科書にも写真入りで紹介されている。

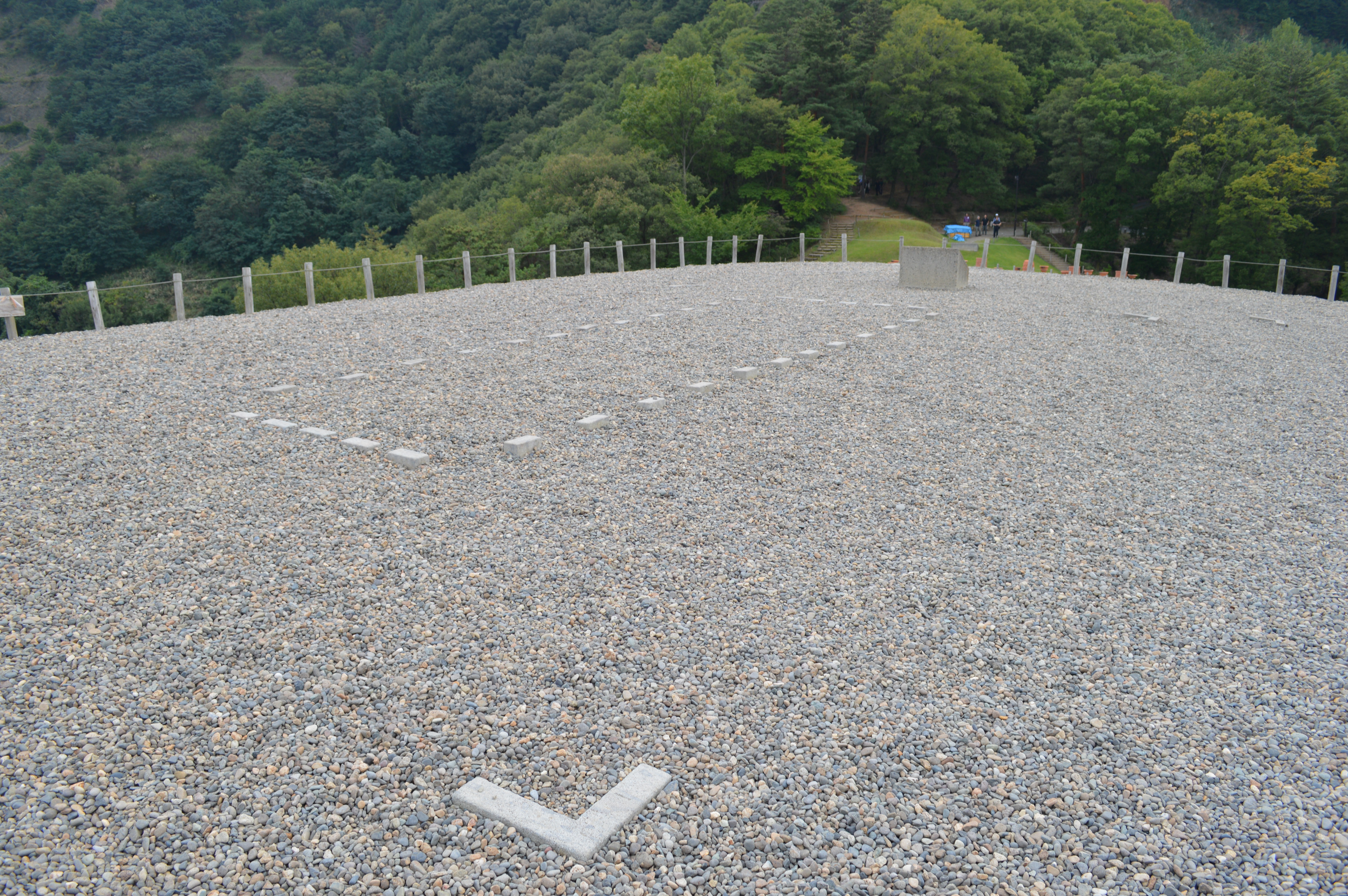
後円部墳頂（竪穴式石室位置）
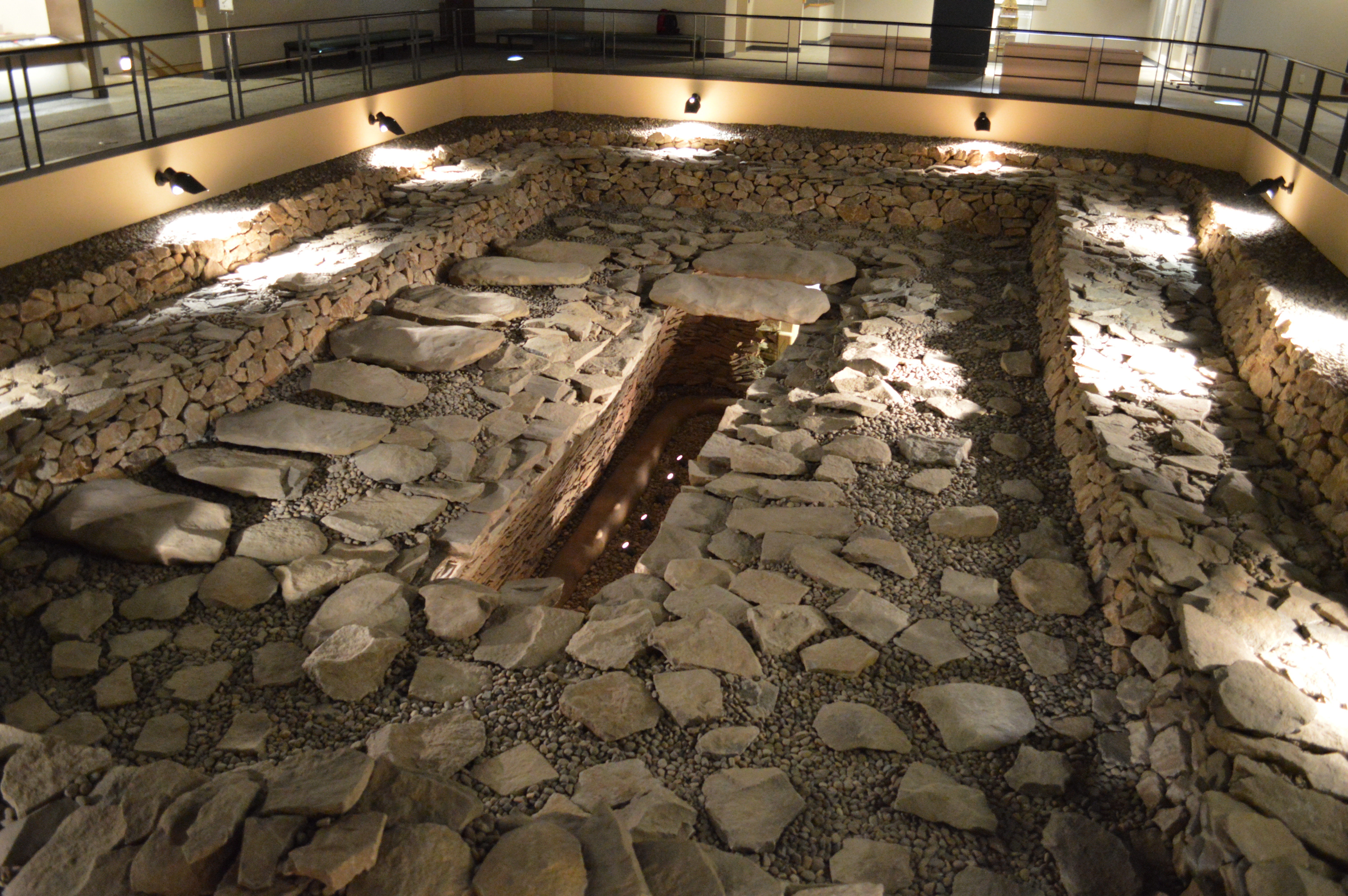
竪穴式石室（実物大模型） 古墳館内展示。
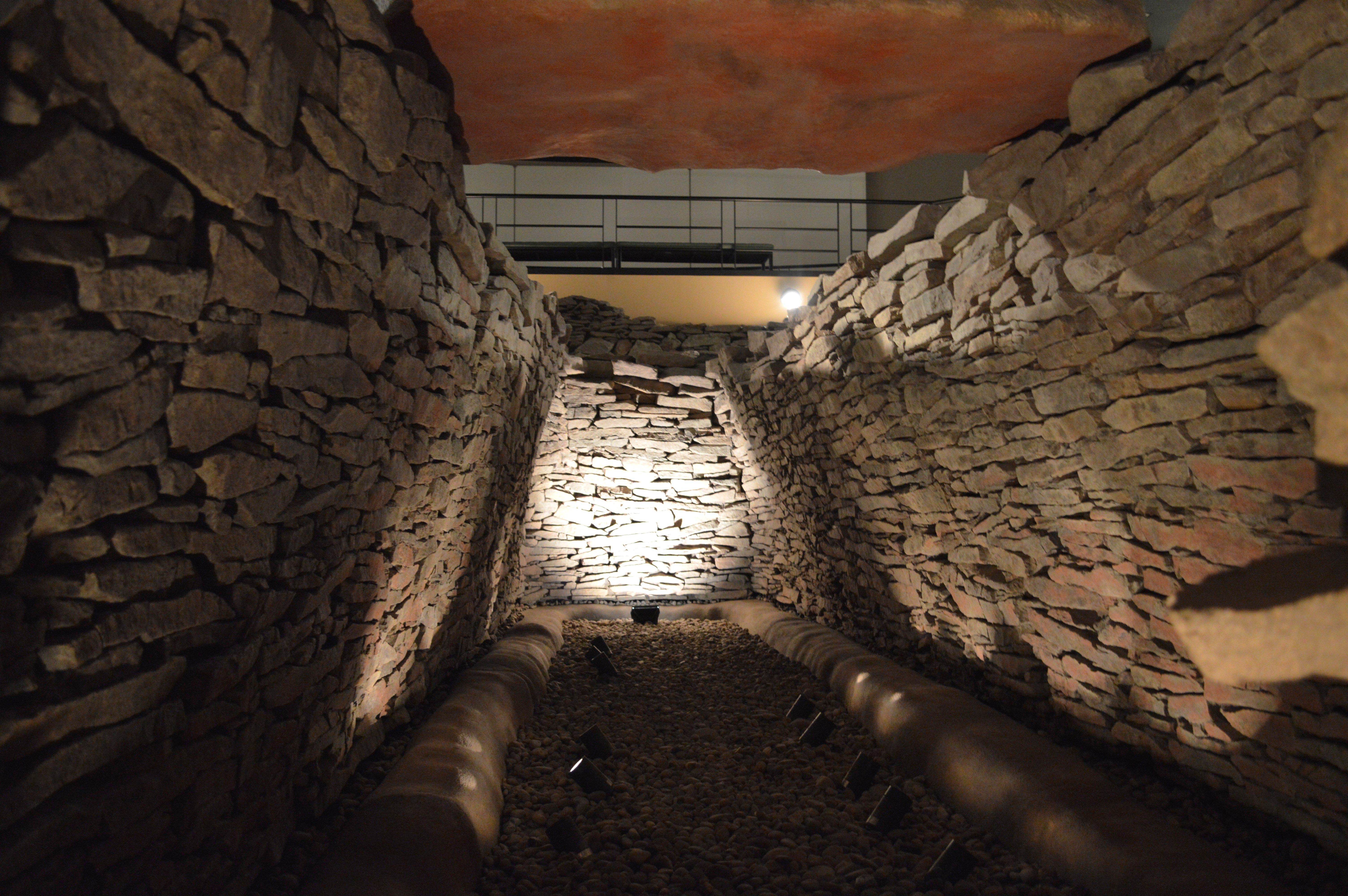
竪穴式石室内部（実物大模型） 古墳館内展示。

### 有明山将軍塚古墳
森将軍塚古墳と同じ、有明山尾根上にある古墳時代前期（4世紀末 - 5世紀）または中期（5世紀末 - 6世紀初頭）の古墳で、全長は37メートルと比較的小さい。平成11年（1999年）の発掘調査後に埋め戻され、現在は見ることはできない。

### 倉科将軍塚古墳
長野県では3番目となる全長83メートルの前方後円墳。森将軍塚古墳・有明山将軍塚古墳より新しく、古墳時代中期に造られた（なお、2番目は長野市篠ノ井にある川柳将軍塚古墳〈せんりゅう、国の史跡〉の全長91メートルで、隣接地域と言ってよい位置関係にある）。
千曲市倉科地籍の入り口左側の大日堂下の石杭万葉歌碑から登り始めて鷲尾城跡を越えればすぐの所にあり、城郭の一部としても利用されたと考えられる。

### 土口将軍塚古墳
倉科将軍塚古墳と同じ、古墳時代中期に作られた全長67メートルの前方後円墳。千曲市土口地区と長野市岩野地区の境（妻女山支脈の西端・笹崎山の尾根上）にあり、昭和57年（1982年）から同61年（1986年）にかけて両市共同の発掘調査が行われた。

## 交通アクセス
森将軍塚古墳館まで
- しなの鉄道屋代駅：徒歩25分
- 長野自動車道更埴IC：車5分
- 上信越自動車道屋代バス停：徒歩5分

森将軍塚古墳館から森将軍塚古墳
- 徒歩20分
- 巡回バス3分

## 外部サイト
- 森将軍塚古墳館 - 公式サイト
- 埴科古墳群 - 国指定文化財等データベース（文化庁）